# Hughevliet
Hughevliet was een stadje in westelijk Zeeuws-Vlaanderen in de Nederlandse provincie Zeeland, gelegen nabij het huidige dorp Hoofdplaat.

## Geschiedenis
Het vissersdorp kreeg in de 13e eeuw stadsrechten van de graaf van Vlaanderen.
In 1384 had Hughevliet haar eigen baljuw, Jans van Crayenbrouc.
Rond diezelfde tijd wordt er melding gemaakt van een Willem (of Gilles) Be(u)kels(z). van Hughe(n)vliet, die, samen met Jacob Kien van Oostende, uitvinder van het haring kaken wordt genoemd. Deze persoon is mogelijk identiek met Willem Beukelszoon van Biervliet die traditioneel als de uitvinder van het haring kaken wordt beschouwd. Filips de Stoute van Bourgondië verleende, in zijn functie als graaf van Vlaanderen, het recht van de haringstapel aan Hughevliet (1399): er is dan sprake van "Hughevliet op de Honte alwaer die goede lieden van Antwerpen visch ende harinc versch ende gezouten voor die havene ende up die zee" komen kopen.
Tijdens de eerste Sint-Elisabethsvloed (1404) verdween het havenstadje, door dijkdoorbraken zowel tussen Coxyde en Slepeldamme, als tussen Nieuwpoort en Lombardsijde en bij Groede, samen met Oud-IJzendijke en Oostmanskapelle, voorgoed in zee.